# Бансе, Саша
Саша́ Жорда́н Бансе́ (фр. Sacha Jordan Bansé; род. 16 марта 2001, Гел, Фламандский регион) — буркинийский футболист, полузащитник клуба «Гройтер Фюрт» и сборной Буркина-Фасо.

## Клубная карьера
Бансе — воспитанник клубов «Герль», «Де Кемпен», «Вестерло», «Мехелен» и «Гент». В 2022 году игрок подписал контракт с льжским «Стандардом». 3 июня 2023 года в матче против «Гента» он дебютировал в Жюпиле лиге. Летом 2023 года Бансе на правах аренды перешёл во французский «Валансьен». 16 сентября в матче против «Бордо» он дебютировал в Лиге 2.

## Международная карьера
5 января 2024 года в товарищеском матче против сборной Ирана Бансе дебютировал за сборную Буркина-Фасо. 
В 2024 году Бансе принял участие в Кубке Африки 2023 в Кот-д’Ивуаре. На турнире он сыграл в матчах против сборных Анголы и Мали.